# Nova Gorica
Nova Gorica (IPA: [ˈnɔːva gɔriːʦa]ⓘ, olaszul: Nuova Gorizia IPA: [ˈnwɔːva goˈriːʦːja], németül: Neu-Görz IPA: [nɔøˈgœʁʦ]) város és az azonos nevű község központja Szlovéniában, a Goriška statisztikai régióban, az olasz határon. A második világháború után alakult ki, miután Gorizia (Görz) városát ketté osztották Olaszország és Jugoszlávia közt. Szlovénia 10. legnagyobb városa.

## A község települései
Nova Gorica községben az azonos nevű községközponton kívül 43 falu található, melyek a következők:
Ajševica, Banjšice, Bate, Branik, Brdo, Budihni, Čepovan, Dornberk, Draga, Dragovica, Gradišče nad Prvačino, Grgar, Grgarske Ravne, Kromberk, Lazna, Loke, Lokovec, Lokve, Nemci, Nova Gorica, Osek, Ozeljan, Pedrovo, Podgozd, Potok pri Dornberku, Preserje, Pristava, Prvačina, Ravnica, Rožna Dolina, Saksid, Solkan, Spodnja Branica, Stara Gora, Steske, Sveta Gora, Šempas, Šmaver, Šmihel, Tabor, Trnovo, Vitovlje, Voglarji, Zalošče

## Története

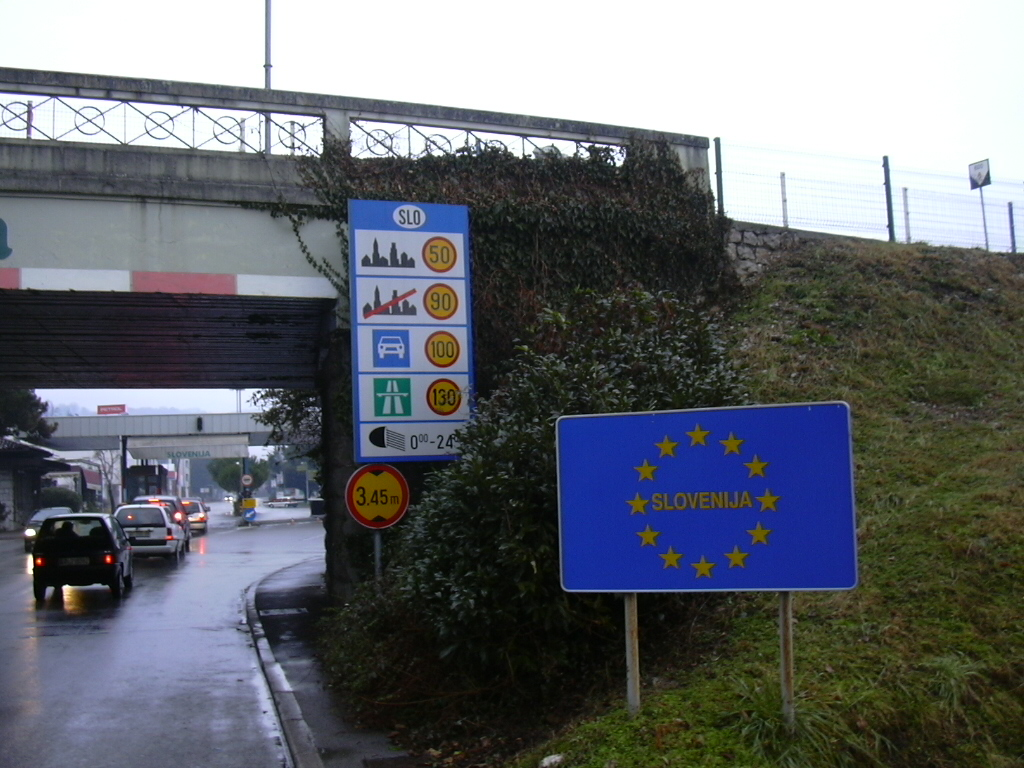
Határjel a város egyik utcáján

Görz városát 1945. május 1-jén szabadították fel. Az Amerikai Egyesült Államok és Nagy-Britannia nyomására a területet az un. Morgan-vonallal ketté osztották A és B zónára. Az A zóna az amerikai csapatok felügyelete alá került, a B pedig a jugoszláv partizánokhoz.
1947. február 10-én a párizsi békeszerződések szerint a területet véglegesen is ketté osztották. Görz elvesztette a teljes hátországát: az Isonzó és a Vipava völgyét, a görzi karsztvidék egy részét, a trnovói erdőt, valamint a Banjščica fennsíkot, és a régi vasútállomását. Az elcsatolt terület így kulturális és gazdasági központ nélkül maradt. Görz külvárosából elkezdték építeni a Nova Gorica (Új-Görz) várost. A döntést az új város alapítására a JKP-KB hozta meg.
A munkálatok 1947 novemberében kezdődtek. Először egy új utat építettek, mely összekötötte a várost Šempeterel. A munkához nem volt elegendő se pénz se anyag, de ezt pótolta a propaganda által gerjesztett lelkesedés. 1948-ban fiatal munkásbrigádok érkeztek a területre. 1950-ig 5 lakótömböt építettek, a városnak még 700 lakosa volt. 1952-ben nyitották meg a városi múzeumot.
Az igazi fejlődés csak 1965 után kezdődött. Ekkor építették meg a színházat, valamint a kórházat. 1982-ben építették fel a Koperi egyházmegyés Krisztus a Megváltó templomot, mely 2004. március 15-én lett Szlovénia első társ-székesegyháza.